# Steinbeckforst
Der Steinbeckforst ist ein Naturschutzgebiet im niedersächsischen Flecken Harsefeld in der Samtgemeinde Harsefeld im Landkreis Stade.

## Allgemeines
Das Naturschutzgebiet mit dem Kennzeichen NSG LÜ 325 ist etwa 70 Hektar groß. Es ist fast vollständig Bestandteil des FFH-Gebietes „Auetal und Nebentäler“. Im Norden grenzt das Gebiet an das 1997 ausgewiesene Naturschutzgebiet „Aueniederung und Nebentäler“, mit dem es einen Biotopverbund bildet und zu dem es vor der Ausweisung als eigenständiges Naturschutzgebiet im Jahr 2018 gehörte. Nach Westen und Osten grenzt es überwiegend an das Landschaftsschutzgebiet „Auetal“. Im Nordosten ist ein kleiner Teil des Landschaftsschutzgebietes „Auetal“ in das Naturschutzgebiet einbezogen worden. Das Gebiet steht seit dem 29. Juni 2018 unter Naturschutz. Zuständige untere Naturschutzbehörde ist der Landkreis Stade.

## Beschreibung
Das Naturschutzgebiet liegt östlich von Harsefeld. Es stellt den östlichen Teil der Steinbeck, einem Waldgebiet auf historisch alten Waldstandorten, und einen Teil des östlich daran angrenzenden Talraums der Steinbeck als Geestbach unter Schutz. Der Wald wird von naturnahen Buchenwäldern geprägt, die auf einer Grundmoräne der Stader Geest stocken. Dabei sind Buchenwälder in der Ausprägung als Hainsimsen-Buchenwald vorherrschend. Die Hainsimsen-Buchenwälder sind zu einem großen Teil älter als 100 Jahre. Teilweise sind Waldmeister-Buchenwälder ausgebildet. Insbesondere im Talraum der Steinbeck stocken alte Stieleichen- und Eichen-Hainbuchenwälder mit über 120 Jahre alten Eichen. Die Wälder im Naturschutzgebiet verfügen über einen hohen Totholzanteil.
Die Wälder im Naturschutzgebiet werden von den Niedersächsischen Landesforsten nach den LÖWE-Grundsätzen (Langfristige ökologische Waldentwicklung) bewirtschaftet. Auf Teilflächen findet auch keine Nutzung statt.
Das Naturschutzgebiet ist Lebensraum verschiedener Fledermäuse, darunter Rauhautfledermaus und Großer Abendsegler. Stillgewässer und feuchte Bereiche im Tal der Steinbeck sind Lebensraum von Laubfrosch und Kammmolch. Das Gebiet ist Nahrungshabitat des Schwarzstorchs, der im Steinbeck auch schon gebrütet hat. Die Wälder beherbergen Schwarzspecht und Hohltaube. Die Steinbeck ist im Bereich des Naturschutzgebietes begradigt, weist aber teilweise naturnahe Strukturen auf. Sie ist Lebensraum des Fischotters sowie von Fluss- und Bachneunauge.
An das Naturschutzgebiet grenzen im Westen sowie im Talraum der Steinbeck weitere Wälder. Ansonsten ist es größtenteils von landwirtschaftlichen Nutzflächen umgeben, im Osten grenzt es kleinflächig auch an die Ortslage Ruschwedel. Südlich des Schutzgebietes verläuft die Bahnstrecke Buxtehude–Harsefeld.